# Ekkehard May
Ekkehard May (* 20. September 1937 in Wredenhagen, Mecklenburg) ist ein deutscher Japanologe.

## Leben
Nach einer Chemotechniker-Lehre an der TU Braunschweig und zwei Jahren Berufspraxis in der Industrie erwarb May das Abitur am Braunschweig-Kolleg (Institut des 2. Bildungsweges) und studierte von 1961 bis 1965 an der Universität Hamburg Japanologie mit den Nebenfächern Sinologie und Völkerkunde. Seine akademischen Lehrer im Hauptfach waren Günther Wenck (japanische Sprachwissenschaft) und Oskar Benl (japanische Literatur und Geistesgeschichte). Ab 1965 setzte er sein Studium an der Universität Marburg mit der gleichen Fächerkombination fort und schloss es 1970 mit der Promotion zum Dr. phil. ab (Japanologie bei Wolf Haenisch). Von 1970 bis 1981 war er wissenschaftlicher Mitarbeiter an der Sektion Geschichte und Geistesgeschichte Japans der Fakultät für Ostasienwissenschaften der Ruhr-Universität Bochum (Leitung Horst Hammitzsch). Nach seiner Habilitation wurde er 1981 auf den Lehrstuhl für Japanologie der Universität Frankfurt am Main berufen, der erstmals speziell für Sprache und Literatur Japans ausgeschrieben war (Fachbereich ost- und außereuropäische Sprachen und Kulturen).
In den folgenden fast 20 Jahren erstreckte sich Mays Lehrtätigkeit auf Themen aus allen Epochen der japanischen Literaturgeschichte (Schwerpunkt Edo-Zeit) sowie der japanischen Grammatik. Nach seiner Emeritierung 2000 war er für ein Jahr Gastprofessor am International Research Institute for Japanese Studies (Kokusai Nihon Bunka Kenkyū Center) in Kyôto.
2001 erhielt May den Übersetzerpreis der Japan Foundation für „Shômon. Das Tor der Klause zur Bananenstaude“ (Mainz 2000). Zwischen 2000 und 2008 wirkte May verschiedentlich als Gastprofessor für Japanologie an der Humboldt-Universität zu Berlin. Von Dezember 2009 bis Mai 2010 weilte er als Foreign Research Scholar (Gaikokujin kenkyû-in) erneut am Nichibunken von Kyôto.
Im Jahr 2012 wurde May von der japanischen Regierung für sein Wirken mit dem Orden der aufgehenden Sonne (Kyokujitsu chūjushō) geehrt.

## Arbeitsgebiete
Hauptarbeitsgebiet von May ist die Literatur der Edo-Zeit (1600–1868). Themen waren zunächst die Erzählprosa allgemein (Kanazōshi, Saikaku), sodann Aspekte des Literaturbetriebes, das Druck- und Verlagswesen, die historischen Formen der Schrift sowie die Rolle und Entwicklung der Abbildungen in der (populären) gedruckten Literatur.
Angeregt durch die in Frankfurt vorgefundenen Originalblockdrucke (hampon) entwickelte May Richtlinien für die Bearbeitung und Herausgabe (honkoku) von Texten, die auch in Japan noch unediert waren. Die Edition vom Lesbarmachen der Drucktexte in handschriftlichem Duktus (gyôsho bzw. sôsho) bis zur Umsetzung in moderne Druckschrift wurde zum zentralen Forschungsgebiet am Frankfurter Institut. Mehrere in der Praxis erarbeitete Abschlussarbeiten führten in der Folge zu einer diesen Themen speziell gewidmeten Monographienreihe (Bunken).
Das zweite wichtige Arbeitsgebiet für May wurde die Übersetzung, Kommentierung und Interpretation klassischer Haiku (17-Silber) vor allem aus der Schule des Matsuo Bashō (1644–1694). Herausgefordert durch die Existenz der fehlleitenden, aber (vor allem in Liebhaberkreisen) weithin verbreiteten und akzeptierten „Amateur“-Übersetzungen der Kürzest-Dichtung, unternahm er in mehreren Publikationen ausführliche, sprachlich-philologische Ausdeutungen von Beispielen dieser weltliterarisch singulären und bedeutsamen Kunstform. Dem Prosa-Ableger des Haiku, dem Haibun widmete May eine größere Auswahl-Studie (Bashô. Haibun, Mainz 2015).
Seine Verbindung mit der modernen Literatur wies May mit Übersetzungen von Furui Yoshikichi (* 1937) und Tokutomi Roka (1868–1927) nach, wobei einem Text des Letzteren (Shizen to jinsei, 1900), noch an der Schwelle zur Moderne stehend, zur Verdeutlichung ein durchgehender, interpretierender Kommentar beigegeben wurde.

## Schriften (Auswahl)
Monographien (Studien + Übersetzungen)
- Das Tôkaidô meishoki von Asai Ryōi. Ein Beitrag zu einem neuen Literaturgenre der frühen Edo-Zeit. (= Veröffentlichungen des Ostasieninstituts der Ruhr-Universität Bochum. Band 9). Dissertation. Otto Harrassowitz, Wiesbaden 1973, ISBN 3-447-01532-2.
- Die Kommerzialisierung der japanischen Literatur in der späten Edo-Zeit (1750–1868). Rahmenbedingungen und Entwicklungstendenzen der erzählenden Prosa im Zeitalter ihrer ersten Vermarktung. Habilitationsschrift. Otto Harrassowitz, Wiesbaden 1983, ISBN 3-447-02242-6.
- Shômon. Das Tor der Klause zur Bananenstaude. Haiku von Bashôs Meisterschülern Kikaku, Kyorai, Ransetsu. Dieterich’sche Verlagsbuchhandlung, Mainz 2000, ISBN 3-87162-050-5.
- Shômon II. Haiku von Bashôs Meisterschülern. Jôsô, Izen, Bonchô, Kyoriku, Sampû, Shikô, Yaba. Dieterich’sche Verlagsbuchhandlung, Mainz 2002, ISBN 3-87162-057-2.
- Chûkô. Die Neue Blüte (Shômon III). Dieterich’sche Verlagsbuchhandlung, Mainz 2006, ISBN 3-87162-063-7.
- Tokutomi Roka: Natur und Menschenleben (Shizen to jinsei). Skizzen aus Süd-Sagami (Shônan zappitsu, Ausw.). Übs. mit einem durchgehenden Begleitkommentar. Dieterich’sche Verlagsbuchhandlung, Mainz 2008, ISBN 978-3-87162-067-6.
- Matsuo Bashô. Haibun. Mit Kommentar und Annotationen des Herausgebers. Dieterich’sche Verlagsbuchhandlung, Mainz 2015, ISBN 978-3-87162-082-9.
- Saigyô. Gedichte aus der Bergklause (Sankashû). Übersetzung mit Kommentar und Annotationen. Dieterich’sche Verlagsbuchhandlung, Mainz 2018, ISBN 978-3-87162-098-0.

Co-Autor
- mit Martina Schönbein und Claudia Waltermann: Das Ehon „Muro no Yashima“ (1808). (= Bunken. Studien und Materialien zur japanischen Literatur. Band 9). Edition und Analyse eines Kamigata-yomihon. Harrassowitz-Verlag, Wiesbaden 2003, ISBN 3-447-04777-1.
- mit Martina Schönbein und John Schmitt-Weigand: Edo bunko. Die Edo-Bibliothek. (= Bunken. Studien und Materialien zur japanischen Literatur. Band 8). Harrassowitz-Verlag, Wiesbaden 2003, ISBN 3-447-04776-3.
- Haiku & Haiga. Augenblick in Wort und Bild. Moments in Word and Image. Japanische Rollbilder aus vier Jahrhunderten aus der Sammlung Jon de Jong. Hrsg.: Stiftung Schloss Moyland in Zusammenarbeit mit Hotei Publishing. Amsterdam 2006, ISBN 3-935166-31-1.

Herausgeber
- Bunken 文研. Studien und Materialien zur japanischen Literatur. Band 1–11. Harrassowitz-Verlag, Wiesbaden 1987–2006, ISSN 0932-268X.

Übersetzung moderner Literatur
- Furui Yoshikichi: Der Heilige (Hijiri 1975). Roman. Insel-Verlag, Frankfurt am Main / Leipzig 1993, ISBN 3-458-16552-5.
- Furui Yoshikichi: Zufluchtsort (Sumika, 1979). edition q, Berlin 1997, ISBN 3-86124-280-X.

Beiträge (in Sammelwerken, Zeitschriften)
- Die Literatur in den gedruckten Massenmedien. In: Klaus Kracht (Hrsg.): Japan nach 1945. Beiträge zur Kultur und Gesellschaft. Otto Harrassowitz, Wiesbaden 1979, ISBN 3-447-02059-8, S. 114–132.
- Konstanten der modernen japanischen Erzählprosa und ihr Verhältnis zur literarischen Tradition. In: Bochumer Jahrbuch zur Ostasienforschung (BJOAF). Band 4, 1981, ISBN 3-88339-190-5, S. 130–143.
- Sprachliche Funktion und stilistische Möglichkeiten der Furigana-Doppelschreibung in der japanischen Literatur. In: Bochumer Jahrbuch zur Ostasienforschung. Band 5, 1982, ISBN 3-88339-279-0, S. 147–176.
- Saiken. Die Führer zum Yoshiwara-Viertel in Edo – Geschichte und Gestalt. In: K. Müller, W. Naumann (Hrsg.): Nenrin – Jahresringe. Festgabe für Hans A. Dettmer. Otto Harrassowitz, Wiesbaden 1992, ISBN 3-447-03214-6, S. 106–126.
- Bestseller und Longseller in der Edo-Zeit. (Symposium „Literatur und Gesellschaft“, Hamburg 1990). In: Nachrichten der Gesellschaft für Natur- und Völkerkunde Ostasiens (NOAG). Band 151, 1992, S. 17–26.
- Zu einigen Problemen bei der Edition japanischer Texte der Edo-Zeit. In: Referate des 9. deutschsprachigen Japanologentages in Zürich. (= Asiatische Studien / Études Asiatique. Band XLVIII. 1). Bern 1994, S. 75–82.
- Buch und Buchillustration im vorindustriellen Japan. In: Susanne Formanek, Sepp Linhart (Hrsg.): Buch und Bild als gesellschaftliches Kommunikationsmittel in Japan einst und jetzt. Literas, Wien 1995, ISBN 3-85429-135-3, S. 45–72. (Engl. Version in: Written Texts – Visual Texts. Hotei Publishing, Amsterdam 2005, ISBN 90-74822-58-4, S. 25–46).
- Kikaku illustriert und zeitversetzt. Anmerkungen zu einigen seiner Verse in den meisho zue. In: Stanca Scholz-Cionka (Hrsg.): Wasser-Spuren. Festschrift für Wolfram Naumann zum 65. Geburtstag. Harrassowitz-Verlag, Wiesbaden 1997, ISBN 3-447-04016-5, S. 254–278.
- Meisho zue – Enzyklopädie eines Landes. In: J. Laube (Hrsg.): Informationssystem und kulturelles Leben in den japanischen Städten der Edo-Zeit. (= Okamatsu bunko. Band 3). Harrassowitz, Wiesbaden 1999, ISBN 3-447-04138-2, S. 39–54 + 265–268.
- Tiefer Sinn – nicht bewegt. Zu zwei haiku-Bändchen in der Reclam-Universal-Bibliothek. (Haiku. Japanische Dreizeiler. Ausgew. und übers. von Jan Ulenbrook, Stuttgart 1995 und 1998, Neue Folge). In: Hefte für Ostasiatische Literatur. Nr. 26, 1999, ISBN 3-89129-349-6, S. 110–120.
- Vormoderne [japanische] Literatur. In: Klaus Kracht, Markus Rüttermann (Hrsg.): Grundriß der Japanologie. (= Izumi. Band 7). Harrassowitz-Verlag, Wiesbaden 2001, ISBN 3-447-04371-7, S. 63–81.
- „Ins Bild gesetzt“. Bashôs Verse im Edo meisho zue (1834/36). In: Judit Árokay, Klaus Vollmer (Hrsg.): Sünden des Wortes. Festschrift für Roland Schneider zum 65. Geburtstag. (= MOAG. Band 141). Hamburg 2004, ISBN 3-928463-76-4, S. 197–229.